# Malthonica paraschiae
Malthonica paraschiae là một loài nhện trong họ Agelenidae.
Loài này thuộc chi Malthonica. Malthonica paraschiae được Paolo Marcello Brignoli miêu tả năm 1984.